# Françoise de Montglat
Françoise de Montglat, née de Longuejoue (morte en 1633), fut gouvernante des enfants royaux de 1600 à 1615.

## Biographie
Françoise de Montglat est la fille de Thibaut de Longuejoue et de Madeleine Briçonnet, ainsi que la petite-fille de Mathieu de Longuejoue et arrière petite-fille de Guillaume Briçonnet. Veuve de Pierre de Foissy, elle épousa en 1579 Robert de Harlay, baron de Monglat (1550-1607), premier maître d’hôtel de Louis XIII.
De ce mariage sont issus : 
- Jacques de Harlay, baron de Monglas, mort en Hollande sans alliance ;
- Robert, baron de Montglat après son frère, grand louvetier de France en octobre 1612. Le château de Montglat, à Cerneux, est érigé pour lui en marquisat en novembre 1614, lorsqu'il est élu gouverneur et engagiste de Provins. Il meurt sans alliance en 1615, des blessures reçues dans un duel avec le seigneur de Vitry, Nicolas de L'Hospital, son plus intime ami ;
- Jeanne de Harlay, baronne de Montglat (1580-1643), dame de Saint Georges, dame d'honneur d'Henriette-Marie de France et de Christine de France puis gouvernante de la Grande Mademoiselle.

En 1600, elle devint la gouvernante des enfants du roi Henri IV. Elle avait la responsabilité des enfants que le roi avaient eu avec la reine Marie de Médicis, autant que de ceux qu'il avait eu de ses nombreuses maîtresses, tous étant élevés ensemble.

## Sources
- A. Lloyd Moote, Louis XIII, the Just, 1991